# Birger Ruud
Birger Johannes Ruud (Kongsberg, 23 agosto 1911 – Kongsberg, 13 giugno 1998) è stato un saltatore con gli sci e sciatore alpino norvegese.
Pluricampione olimpico e mondiale di salto con gli sci negli anni 1930, vinse una medaglia anche ai Campionati mondiali di sci alpino, in combinata. Internato dai tedeschi durante la Seconda guerra mondiale, tornò a gareggiare ai V Giochi olimpici invernali di Sankt Moritz 1948, dove vinse la medaglia d'argento nel salto con gli sci.
Fu fratello di Sigmund e Asbjørn, a loro volta sciatori di alto livello.

## Biografia
Birger Ruud fu il secondo dei tre figli di Niels Sigurd Theodor e Mathilde Throndsen; tutti e tre vinsero il titolo mondiale nel salto con gli sci (Sigmund nel 1929, Asbjørn nel 1938). Birger fu il più forte dei fratelli Ruud e - assieme al connazionale Reidar Andersen - fu il dominatore del salto con gli sci per tutti gli anni trenta.

### Carriera sciistica

#### Stagioni 1931-1934
La sua prima affermazione internazionale fu la vittoria nella gara di salto ai Mondiali di Oberhof del 1931; nella stessa gara il fratello maggiore Sigmund fu sesto. Quell'anno stabilì anche il primo dei suoi due record del mondo saltando 76,5 m dal trampolino Odnesbakken.

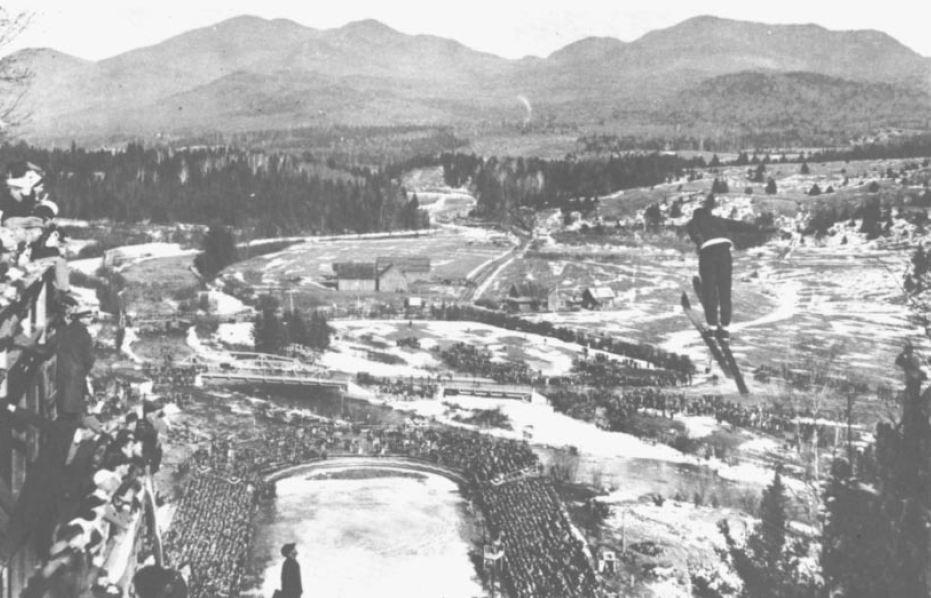
Ruud in gara a

L'anno dopo vinse l'oro nel salto con gli sci ai III Giochi olimpici invernali di Lake Placid 1932. Nel 1934 venne inaugurato a Planica, in Jugoslavia, il trampolino Letalnica, soprannominato "mammut" o "il gigante" per le sue notevoli dimensioni. Lo stesso anno Birger Ruud vi stabilì il suo secondo record del mondo, il primo ottenuto a Planica con 92 metri, e ottenne la sua unica vittoria sul trampolino di Holmenkollen.

#### Stagioni 1934-1939
Nel 1935 Birger Ruud partecipò sia ai Mondiali di sci alpino sia ai Mondiali di sci nordico. Le due manifestazioni si svolsero ad appena due settimane di distanza. Il 1º febbraio vinse la medaglia di bronzo in combinata nello sci alpino a Mürren; il 13 febbraio conquistò il secondo titolo mondiale nel salto con gli sci a Vysoké Tatry.
Anche ai IV Giochi olimpici invernali di Garmisch-Partenkirchen 1936 il polivalente sciatore norvegese si cimentò sia nello sci nordico sia nello sci alpino. Il 7 febbraio vinse la discesa libera valida per la combinata - l'unica prova di sci alpino in programma -, con 4,4 secondi di vantaggio sul secondo classificato; due giorni dopo nella prova di slalom speciale saltò una porta e venne penalizzato di sei secondi: alla fine risultò quarto. Il 16 febbraio si rifece vincendo la seconda medaglia d'oro olimpica consecutiva nel salto con gli sci.
Nel 1937 vinse per la terza volta il titolo mondiale nel salto, a Chamonix; due anni dopo, ai Mondiali di Zakopane, fu secondo nel salto dietro all'austriaco Sepp Bradl, il primo saltatore a superare i 100 metri.

#### Stagioni 1940-1948
Lo scoppio della Seconda guerra mondiale e l'invasione tedesca della Norvegia nel 1940 frenarono l'attività agonistica. Birger Ruud, molto famoso sia in patria sia in Germania grazie ai successi sportivi, si schierò apertamente contro gli invasori. Nel 1941 abbandonò la Federazione sciistica della Norvegia per protesta contro la crescente ingerenza nazista, e per questo fu bandito a vita dalle competizioni sportive in Norvegia. Nel 1943 fu arrestato per aver espresso pubblicamente il suo antinazismo e per aver partecipato a una gara di sci clandestina; fu internato a Grini, un campo di concentramento situato nella periferia di Oslo. Rilasciato nel 1944, entrò a far parte del movimento di Resistenza norvegese contro l'occupazione tedesca.
Ai V Giochi olimpici invernali di Sankt Moritz 1948 Ruud fu presente come assistente allenatore della squadra norvegese, ma poi la sua nazionale decise di farlo gareggiare in sostituzione del più giovane Georg Thrane, dopo che Ruud ebbe sperimentato il trampolino nelle difficili e pericolose condizioni meteorologiche e aver ottenuto la misura migliore tra i suoi connazionali. Poté così vincere la medaglia d'argento nella gara di salto in un podio tutto norvegese, con il fratello minore Asbjørn in settima posizione. Per Birger Ruud, quasi trentasettenne, fu l'ultima competizione internazionale di alto livello.

### Altre attività

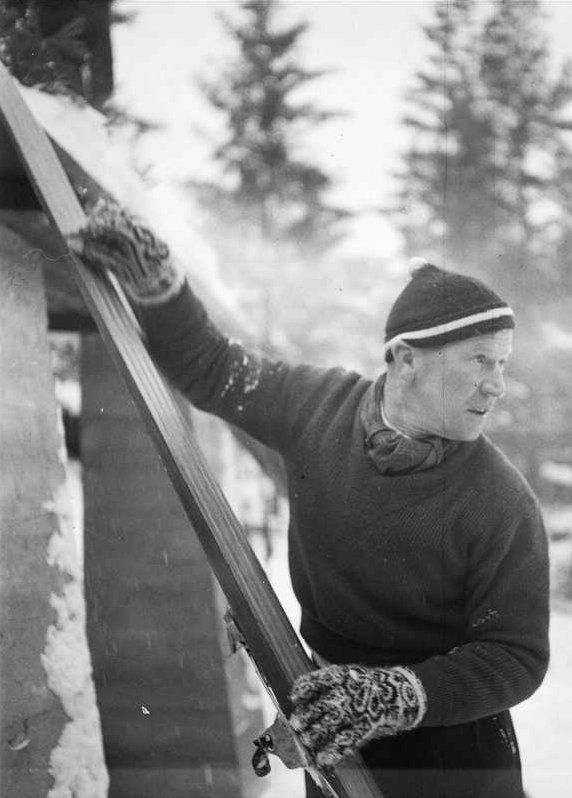
Birger Ruud nel 1949

Dopo il ritiro avviò una fabbrica di sci nella sua città natale e, sempre Kongsberg, fondò un museo dello sci, assieme all'amico e compagno di podio a Sankt Moritz 1948 Petter Hugsted, che con Ruud aveva condiviso anche la prigionia nazista.
Per i XVII Giochi olimpici invernali di Lillehammer 1994 si pensò a lui come possibile ultimo tedoforo, ma dovette rinunciare per problemi di salute; il braciere olimpico venne acceso dal principe Haakon. Birger Ruud morì nel 1998, poco prima di compiere 87 anni, nella sua casa.

## Palmarès

### Salto con gli sci

#### Olimpiadi
- 3 medaglie, valide anche ai fini iridati:
  - 2 ori (trampolino normale a Lake Placid 1932; trampolino normale a Garmisch-Partenkirchen 1936)
  - 1 argento (trampolino normale a Sankt Moritz 1948)

#### Mondiali
- 4 medaglie, oltre a quelle conquistate in sede olimpica e valide anche ai fini iridati:
  - 3 ori (trampolino normale a Oberhof 1931; trampolino normale a Vysoké Tatry 1935; trampolino normale a Chamonix 1937)
  - 1 argento (trampolino normale a Zakopane 1939)

#### Campionati norvegesi
- Campione norvegese nel 1939[senza fonte]

### Sci alpino

#### Mondiali
- 1 medaglia:
  - 1 bronzo (combinata a Mürren 1935)

## Riconoscimenti

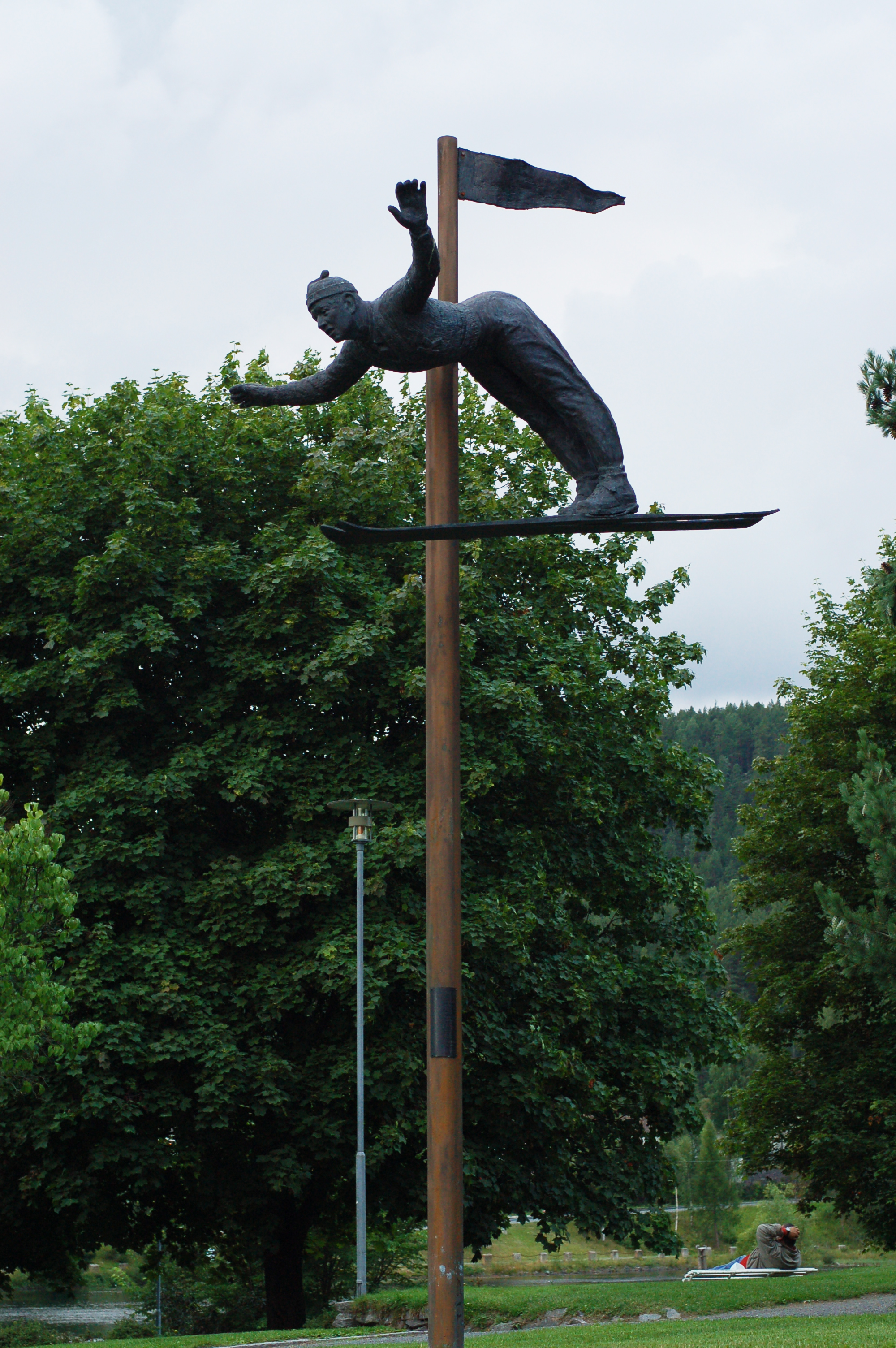
La statua di Birger Ruud a Kongsberg

Nel 1937 fu premiato con la Medaglia Holmenkollen, il più alto riconoscimento norvegese per uno sciatore. Nel 1987 nella sua città natale gli venne dedicata una scultura in bronzo, opera dell'artista norvegese Per Ung. Nel 1991 le poste norvegesi lo onorarono con un francobollo.